# أنس الأسطة
أنس الأسطة (1990-) هو ناشط سياسي وإجتماعي فلسطيني. التحق بجامعة القدس المفتوحة لدراسة إدارة الأعمال، ويشغل حالياً منصب رئيس مجلس إدارة مؤسسة قامات لتوثيق النضال الفلسطيني. انتخب منسقًا عامًا لتحالف المؤسسات الشبابية في فلسطين في المؤتمر الأول بعنوان "الشباب نحو شراكة فاعلة" الذي عقد في مدينة رام الله في 4 شباط 2025.

## حياته
ولد أنس سمير الأسطة بتاريخ 23 ايار 1990 في مخيم عسكر للاجئين، وينتمي لعائلة مناضلة هجرت من مدينة يافا إثر النكبة الفلسطينية عام 1948، اعتقل والده والتقى به لأول مره بعد 15 عام. أتم مراحل دراسته الأولى في مدارس مدينة نابلس. شكل أنس حالة شبابية مميزة، فكان أصغر ممثل لمؤسسات دولية في فلسطين، وكان مديراً لمؤسسة تواصل الثقافية الدولية، وبعدها تسلم ملف دعم صمود الشتات الفلسطيني في هيئة شؤون المنظمات الأهلية. اعتقل في 17 تشرين الثاني 2021 من قبل قوات الاحتلال الإسرائلي لنشاطه الوطني والسياسي، وقد استنكرت العديد من مؤسسات حقوق الإنسان هذا الإعتقال كونه إستهدافاً لحرية الرأي والتعبير، وأفرج عنه في 2 كانون الثاني 2022 ، وصدر بحقة منع السفر خارج فلسطين.

## إسهاماته
له العديد من المساهمات من أبرزها:
- مرشح قائمة نبض البلد الشبابية لإنتخابات المجلس التشريعي الفلسطيني عام 2021، وكان أصغر رئيس قائمة.
- ترأس عدد من الوفود الطبية والشبابية إلى لبنان، وساهم في تسليط الضوء على أوضاع الشعب الفلسطيني في اللجوء.
- أسس قامات وعمل على توثيق حياة المناضلين الفلسطينيين.
- ساهم في إنتاج العديد من الأفلام الوثائقية الفلسطينية.